# Simidele Adeagbo
Simidele Adeife Omonla Adeagbo (Toronto, 29 luglio 1981) è una skeletonista, bobbista, ex lunghista ed ex triplista nigeriana naturalizzata statunitense.

## Biografia
Nata a Toronto in Canada, ha studiato presso l'Università del Kentucky.
Ha iniziato ad avvicinarsi allo sport incominciando dall'atletica leggera, cimentandosi nella velocità, nel salto in lungo e nel salto triplo; in queste ultime due specialità ha inoltre preso parte ad alcune edizioni dei campionati nazionali assoluti statunitensi e nel triplo ai trials olimpici del 2008, non riuscendo a qualificarsi per i Giochi di Pechino 2008, al termine dei quali concluse la sua carriera nell'atletica.
Nel 2017 si è dedicata allo skeleton, riprendendo a gareggiare per la Nigeria soprattutto nel circuito minore della Coppa Nordamericana, dove si piazzò dodicesima in classifica generale al termine della stagione 2017/18 conquistando altresì due terzi posti di tappa. Ha inoltre rappresentato la Nigeria ai Giochi olimpici invernali di Pyeongchang 2018, concludendo la gara al ventesimo posto.
Dal 2020 si cimentò anche nel bob come pilota nella specialità del monobob; nel circuito delle World Series di monobob femminile terminò al decimo posto della classifica generale al termine della stagione 2020/21.

## Palmarès

### Skeleton

#### Coppa Intercontinentale
- Miglior piazzamento in classifica generale: 21ª nel 2019/20.

#### Coppa Nordamericana
- Miglior piazzamento in classifica generale nel singolo: 12ª nel 2017/18.
- 2 podi (nel singolo):
  - 2 terzi posti.

### Bob

#### World Series di monobob femminile
- Miglior piazzamento in classifica generale nel monobob: 10ª nel 2020/21.